# Gare de La Ciotat - Ceyreste
La gare de La Ciotat - Ceyreste, anciennement appelée gare de La Ciotat, est une gare ferroviaire française de la ligne de Marseille-Saint-Charles à Vintimille (frontière), située sur le territoire de la commune de La Ciotat, à proximité de Ceyreste, dans le département des Bouches-du-Rhône, en région Provence-Alpes-Côte d'Azur.
C'est une gare de la Société nationale des chemins de fer français (SNCF), desservie par des trains express régionaux du réseau TER Provence-Alpes-Côte d'Azur.

## Situation ferroviaire
Établie à 62 m d'altitude, la gare de La Ciotat - Ceyreste est située au point kilométrique (PK) 36,517 de la ligne de Marseille-Saint-Charles à Vintimille (frontière), entre les gares de Cassis et de Saint-Cyr-Les Lecques - La Cadière. La zone marchandises a été entièrement abandonnée (un embranchement en tiroir reste présent côté ouest, mais est inutilisé) et un vaste parking y a été construit.

## Histoire
Comme toutes les gares situées entre Marseille et Toulon, elle n'est plus desservie, depuis la mise en service du cadencement des horaires en décembre 2009, que par les TER Provence-Alpes-Côte d'Azur assurant la liaison de Marseille à Toulon.
En 2018, elle prend le nom de « gare de La Ciotat - Ceyreste », à la demande conjointe des maires des deux communes et sur décision du président de la SNCF, après avis favorable des présidents du conseil départemental, de la métropole et du conseil régional,.

## Fréquentation
De 2015 à 2023, selon les estimations de la SNCF, la fréquentation annuelle de la gare s'élève aux nombres indiqués dans le tableau ci-dessous.
| Année                               | 2015    | 2016    | 2017    | 2018    | 2019    | 2020    | 2021    | 2022    | 2023    |
| ----------------------------------- | ------- | ------- | ------- | ------- | ------- | ------- | ------- | ------- | ------- |
| Nombre de voyageurs                 | 468 275 | 485 870 | 541 933 | 504 549 | 539 722 | 369 263 | 482 815 | 606 309 | 613 563 |
| Nombre de voyageurs + non voyageurs | 487 786 | 506 115 | 564 514 | 525 572 | 562 210 | 384 649 | 502 932 | 631 572 | 639 128 |

## Service des voyageurs

### Accueil
Gare de la SNCF, elle dispose d'un bâtiment voyageurs, avec guichet ouvert tous les jours à certaines heures. Elle dispose d'un distributeur de titres de transport TER.
Un passage souterrain permet aux voyageurs d'accéder au quai impair.

### Desserte
La Ciotat - Ceyreste est desservie par des trains TER Provence-Alpes-Côte d'Azur qui effectuent des missions entre les gares de Marseille et Toulon, ou Hyères.

### Intermodalité
La gare est desservie par les autobus du réseau Lebus La Ciotat (lignes régulières 351, 352, 354, ainsi que les services de transport à la demande 365 et 367), et dispose également d'un parking,.

## Raccordement de La Ciotat-Ville
La gare PLM était initialement couplée avec une gare de la Compagnie des chemins de fer régionaux des Bouches-du-Rhône, point de départ d'une ligne à voie normale de 5 kilomètres en direction du centre-ville et du port de La Ciotat, raccordée à la ligne PLM en amont de la gare. La fermeture des chantiers navals a entraîné l'abandon de cette ligne en 1985.
Le bâtiment de la gare départementale est encore présent. La plate-forme de la ligne a été réutilisée pour aménager une « voie douce » piétonne et cyclable, de la gare à la ville.

## La gare au cinéma

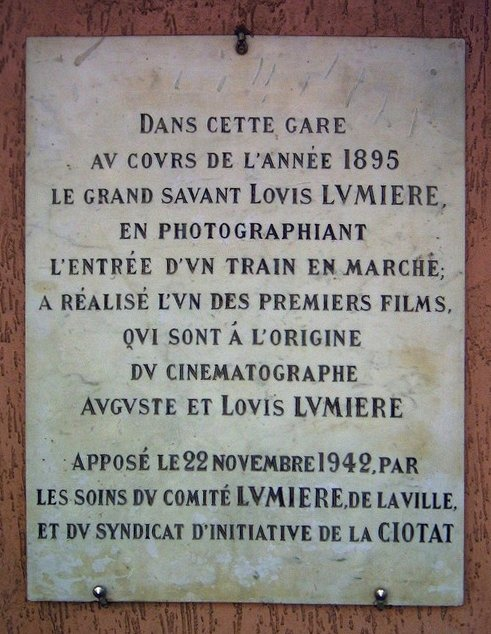
Plaque commémorant le tournage du film par les frères Lumière, apposée en 1942.

Elle a été rendue célèbre par le film que les frères Auguste et Louis Lumière y tournèrent, L'Arrivée d'un train en gare de La Ciotat.